# Centro de Treino Cinotécnico da Força Aérea
O Centro de Treino Cinotécnico da Força Aérea é uma unidade da Força Aérea Portuguesa (FAP). A sua missão consiste em ministrar os cursos de instrutores, monitores e tratadores de cães militares nas vertentes de guarda, deteção de droga e explosivos, assim como promover estágios e treinos de conjunto. Criado em 2005, a sua história remonta à Guerra do Ultramar quando as tropas paraquedistas, na altura ainda sob o comando da FAP, começaram a usar cães militares em diversas missões. A partir de 1978, a FAP começou a criar um conjunto de unidades e a desenvolver um esforço de equipar a Polícia Aérea com cães militares, esforços esses que culminaram em 2005 na criação desta unidade.